# 谢峰 (1966年)
谢峰（1966年4月9日—），男，北京人，中国足球运动员、前中国国家足球队队员，成名于北京国安。谢峰在球员时代跟高洪波、高峰及曹限东被称为“京城四大名捕”。教练员时期，谢峰曾担任深圳、陕西浐灞以及北京国安等球队的主教练、助理教练。

## 生平
谢峰是中国足球名宿谢鸿钧之子，母亲是百米运动员郑玉茹，祖籍广东中山，1966年出生于上海，3岁时随父母迁居北京，在1988年进入北京队，最初是一名前鋒球员，后改踢右后卫的位置。随北京国安时获得一次甲A联赛亚军和两次中国足协杯冠军，1998年转会到深圳平安並连续两年助球队保级成功，2001年在深圳队退役。
在国家队方面，1996年入选中国国家足球队，曾参加1997年的世界杯亚洲区十强赛，2000年因伤退出国家队。
谢峰2002-2008年在深圳足球俱乐部担任助理教练、领队等职，期间数次被调出教练组。2002年深圳平安在积分榜与北京国安积分相同，但中国足协要求亚军要以扑克牌抽签决定，谢峰以助理教练的身份代表深圳队在同年12月3日举行的抽签仪式，结果谢峰抽到了黑桃Q，令深圳队获得了当年甲A联赛的亚军。
2005年，迟尚斌下课之后，谢峰与郭瑞龙搭挡，助深足在当年的亚冠联赛中打进半决赛；2006年，王宝山中途下课，谢峰担任教练组组长带领深足完成余下的几轮联赛，2007年年底，张军下课，谢峰与麦超留任，直至球队被深圳足协托管；2008年8月，谢峰回到北京，2008赛季结束之后，他又被深足俱乐部招回、负责带队冬训。2009年年初，范育红入主之后，谢峰没有被留任。8月，因为深足教练组资历浅、没有执教中超一线队的经验，谢峰被重新召回原定担任助理教练一职，数日后接替范育红接任球队主教练一职，并带领球队在2009赛季成功保级。
2009年12月，谢峰证实已跟陕西浐灞队签约，出任助理教练。2010年5月，陕西浐灞宣布朱广沪下课，谢峰亦离开陕西队。
2011年初，谢峰阔别13年后，加盟北京国安教练组，并于2016赛季及2017赛季两度临时接手球队代理主教练一职，累计取得了10胜8平6负的战绩。
2018年1月，河北华夏幸福宣布谢峰加盟该俱乐部，担任该俱乐部技术总监及一线队助理教练。2019年5月15日，河北华夏幸福宣布主教练科尔曼下课，谢峰担任代理主教练。2020年4月9日，河北华夏幸福宣布新赛季谢峰将以主教练身份带队征战中超联赛。